# Francesc Oliveres
Francesc Oliveres fou canonge de Girona. Va esser nomenat President de la Generalitat de Catalunya el mes de maig de 1598 per a substituir, fins a final de trienni, Francesc Oliver de Boteller que havia mort.
Havia estat lligat a l'administració local de la Generalitat de Catalunya amb l'ofici de diputat local des de 1578. Estava insaculat com a oïdor i diputat eclesiàstic des de 1584.